# Sent Pardós e Morteiròu
Sent Pardós Morteiròu (en francès Saint-Pardoux-Morterolles) és un municipi del departament francès de la Cruesa a la regió de la Nova Aquitània.

## Demografia
| 1962                                       | 1968 | 1975 | 1982 | 1990 | 1999 | 2007 |
| ------------------------------------------ | ---- | ---- | ---- | ---- | ---- | ---- |
| 333                                        | 366  | 286  | 254  | 254  | 242  | 215  |
| Des de 1962: població sense dobles comptes |      |      |      |      |      |      |

## Administració
| Període | Identitat       | Partit |
| ------- | --------------- | ------ |
| 2001-   | Bernard Laborde | PS     |

## Personatges lligats al municipi
- Guy de Blanchefort, Mestre de l'Hospital, que havia estat comanador d'aquesta comanda.